# Akeelah and the Bee
Akeelah and the Bee (prt: Letra a letra; bra: Prova de Fogo: Uma História de Vida) é um filme estadunidense de 2006. Apresentando Keke Palmer como Akeelah e Laurence Fishburne como o bondoso e justo Dr. Larabee.

## Sinopse
Akeelah tem apenas 11 anos, mas um incrível talento com as palavras. Admirado com esse dom, o diretor de sua escola a inscreve num concurso regional de soletração e faz com que ela seja treinada por um professor com PhD em literatura, Dr. Larabee. Enfrentando a objeção de sua mãe, o ciúme de sua melhor amiga, as diferenças sociais, o racismo, o preconceito e as dificuldades no relacionamento com o professor, Akeelah vai passando por todas as etapas do concurso, até ser classificada para a grande prova de fogo de sua vida - a final nacional em Washington.[carece de fontes?]

## Elenco
- Keke Palmer - Akeelah Anderson
- Laurence Fishburne - Dr. Larabee
- Angela Bassett - Tanya
- Curtis Armstrong - Sr. Welch
- J.R. Villarreal - Javier
- Sean Michael -Dylan
- Sahara Garey -Georgia
- Lee Thompson Young - Devon
- Julito McCullum - Terrence
- Erica Hubbard - Kiana
- Eddie Steeples - Derrick-T
- Dalia Phillips - Ms. Cross
- Jeris Poindexter - Steve
- Sara Niemietz -Polly

## Lançamento e recepção

### Marketing
O filme foi promovido pela loja de café Starbucks , como resultado de uma parceria entre Lions Gate Entertainment e Starbucks Entertainment. Em janeiro de 2006, cerca de 8.300 lojas Starbucks nos Estados Unidos e no Canadá iniciou uma campanha promocional do filme envolvendo correção ortográfica , jogos de trivia e promoções relacionadas ao filme. Variety afirmou que Lionsgate gastou cerca de 20 milhões, com o seu mercado único , enquanto Los Angeles Times relatou um custo de 25 milhões para tanto produzir e comercializar o filme. Ford Motor Company também patrocinou o filme.

### Home media
O filme foi lançado em DVD pela Lionsgate Home Entertainment em 29 de agosto de 2006, tornando-se o primeiro DVD oferecido para venda no Starbucks. Suas características de bônus no DVD de disco único incluem sete cenas deletadas e um making of de 25 minutos com o elenco.  As vendas de DVD nos Estados Unidos chegou a 5 Milhões  mais de 317 cópias foram vendidas depois de uma semana à venda. Até Dezembro de 2006, os consumidores americanos tinha passado um total de 25 Milhões contando mais de 1,512,498 cópias, tornando-se uma das três versões de dvd mais rentáveis da Lionsgate em 2006.

### Recepção da crítica
O filme recebeu críticas positivas dos críticos de cinema . A avaliação do site Rotten Tomatoes relata uma aprovação de 84% com uma classificação média de 7/10 baseado em 136 comentários. Levando o consenso críticos ''Uma história  familiar, apresentando performances de apoio fantástico de Keke Palmer, Laurence Fishburne e Angela Bassett. No Metacritic , o filme tem uma pontuação de 72 em 100, baseado em 30 críticos, indicando "revisões positivas"

## Prêmios e Indicação
| Ano                                       | Prêmio                                                                   | Beneficiário        | Resultado |
| ----------------------------------------- | ------------------------------------------------------------------------ | ------------------- | --------- |
| BET Awards                                | Best Actress                                                             | Angela Bassett      | Indicado  |
| Black Movie Awards                        | Outstanding Motion Picture                                               |                     | Venceu    |
| Black Movie Awards                        | Outstanding Actress in a Motion Picture                                  | Keke Palmer         | Venceu    |
| Black Movie Awards                        | Outstanding Supporting Actor in a Motion Picture                         | Laurence Fishburne  | Venceu    |
| Black Movie Awards                        | Outstanding Supporting Actress in a Motion Picture                       | Angela Bassett      | Venceu    |
| Black Reel Awards                         | Best Film                                                                |                     | Indicado  |
| Black Reel Awards                         | Best Actress                                                             | Keke Palmer         | Venceu    |
| Black Reel Awards                         | Best Supporting Actress                                                  | Angela Bassett      | Indicado  |
| Black Reel Awards                         | Best Supporting Actor                                                    | Laurence Fishburne  | Indicado  |
| Black Reel Awards                         | Best Original Score                                                      | Aaron Zigman        | Indicado  |
| Black Reel Awards                         | Best Breakthrough Performance                                            | Keke Palmer         | Indicado  |
| Broadcast Film Critics Association Awards | Best Family Film (Live Action)                                           |                     | Indicado  |
| Broadcast Film Critics Association Awards | Best Younger Actress                                                     | Keke Palmer         | Indicado  |
| CAMIE Awards                              | CAMIE Award                                                              | Sean Michael Afable | Venceu    |
| Chicago Film Critics                      | Most Promising Newcomer                                                  | Keke Palmer         | Indicado  |
| NAACP Image Award                         | Outstanding Motion Picture                                               |                     | Indicado  |
| NAACP Image Award                         | Outstanding Actress in a Motion Picture                                  | Keke Palmer         | Venceu    |
| NAACP Image Award                         | Outstanding Supporting Actress in a Motion Picture                       | Angela Bassett      | Indicado  |
| NAACP Image Award                         | Outstanding Supporting Actor in a Motion Picture                         | Laurence Fishburne  | Indicado  |
| NAACP Image Award                         | Outstanding Writing in a Feature Film/Television Movie - Comedy or Drama | Doug Atchison       | Venceu    |
| Satellite Awards                          | Outstanding Youth DVD                                                    |                     | Indicado  |
| Young Artist Awards                       | Best Performance in a Feature Film - Leading Young Actress               | Keke Palmer         | Venceu    |
| Young Artist Awards                       | Best Family Feature Film (Drama)                                         |                     | Venceu    |

## Trilha Sonora
- El Indio Y El Vaquero

Escrita por Xocoyotzin Herrera, interpretada por Francisco Javier Gonzalez & Jose Zuñiga.
- The Hustle Pt. III

Escrita por Planet Asia, Michael Perretta, interpretada por Planet Asia.
- Day by Day

Escrita por S. Jones, interpretada por Stephanie Jones.
- Anthrax Island

Escrita por Mad Child, Prevail, W Plischke e interpretada por Swollen Members.
- Not In Your Video

Escrita por Lauren Palmer, Loreal Palmer, Sharon Palmer e interpretada por Loreal Palmer.
- Rubberband Man

Escrita por Thomas Bell, Linda Creed e interpretada por The Spinners.
- Effervescent

Escrita por Bootsy Collins e interpretada por Bootsy Collins.
- Respect

Escrita por Otis Redding e interpretada por Aretha Franklin.
- Whatever It Takes

Escrita por Patrice Germain e interpretada por Frankie.
- Lester Hayes

Escrita por L Daumont, X Mosley e interpretada por Lateef & The Chief.
- Wake Up Everybody

Escrita por Victor Carstarphen, Gene McFadden e John Whitehead e interpretada por Harold Melvin e The Blue Notes.
- Everything

Escrita por Ben Harper e interpretada por Ben Harper.
- Definition of Love

Escrita por James Harris III, Terry Lewis, James Q Wright e interpretada por Deborah Cox Additional vocals by Keke Palmer, Michelle Williams, Shalea Frazier & A Place Called Home Choir Inc.
- Let Your Baby Go

Escrita por Jamey Jazz e Rhona Bennett e interpretada por Erica Rivera.
- Proud

Escrita por Heather Small e Peter John Vettese e interpretada por Heather Small.[carece de fontes?]